# Houyi
Houyi (后羿), conosciuto anche come Shen Yi o come Yi, è un personaggio mitologico cinese. Talvolta viene rappresentato come il dio dell'arco, sceso dal paradiso fin sulla terra per aiutare il genere umano; altre volte è invece rappresentato come il capo della tribù Youqiong (有窮國), durante il regno di Xiang della dinastia Xia. La moglie di Houyi si chiama Chang'e, che in alcune versioni della mitologia è la dea della luna.

## L'era dei dieci soli
Nella mitologia cinese il sole viene rappresentato da un uccello con tre zampe. La leggenda vuole che esistessero dieci di questi uccelli, tutti progenie di Dijun, dio del paradiso d'oriente. I dieci uccelli del sole risiedevano su un gelso che cresceva nel mare orientale; ogni giorno uno dei dieci uccelli veniva scelto per accompagnare Xihe - la dea madre del sole - in un giro intorno al mondo sul suo carro.
Un giorno, nell'anno 2170 a.C., gli uccelli del sole, stanchi della routine, decisero di alzarsi in volo tutti assieme, facendo scaldare improvvisamente la terra. Il risultato fu che i raccolti appassirono, i laghi e gli stagni si asciugarono, mentre gli esseri umani e gli animali collassarono o si nascosero in rifugi. Il tempo passava senza che la situazione migliorasse così Yao, imperatore della Cina, decise di invocare il dio Dijun affinché intervenisse in soccorso. 
Dijun era al corrente del misfatto degli uccelli del sole, suoi figli, e mandò Houyi, il dio dell'arco, a dar loro una lezione. Dijun voleva che Houyi semplicemente li spaventasse, in modo tale che in futuro non avrebbero più commesso una tale insubordinazione. Houyi stesso voleva risolvere la crisi in modo pacifico, ma quando vide in che condizioni si era ridotta la terra a causa del gesto sconsiderato degli uccelli del sole, decise di ricorrere a misure estreme. Houyi cominciò così ad abbattere con le sue frecce i figli di Dijun: l'imperatore Yao, dopo che il nono uccello venne ucciso, si affrettò a fermare Houyi, poiché l'uccisione anche del decimo uccello del sole avrebbe lasciato la terra per sempre avvolta nelle tenebre. Houyi si fermò e venne salutato come un eroe dagli esseri umani, ma il suo comportamento avrebbe ben presto attirato l'ira degli dei.

## La cacciata dal paradiso
Dijun era in collera con Houyi per aver assassinato nove dei suoi dieci figli, così lo bandì dal paradiso e lo privò della sua immortalità.
A Houyi non importava di essere stato cacciato dal paradiso in quanto si trovava molto bene a vivere sulla terra. Houyi continuò quindi a servire l'umanità, anche se era evidente come il mondo fosse ormai precipitato nel caos più completo e nessuno, né le divinità né i mortali, sapevano come risolvere la situazione. Solo il dio arciere, ormai ridotto a un comune essere umano, poteva porvi rimedio.

## Le eroiche missioni di Houyi
Houyi affrontò quindi una serie di mirabolanti avventure per salvare la Cina. Per prima cosa dovette vedersela con Fei Lian, signore dei venti, che creava tempeste in grado di sradicare i raccolti e scoperchiare le abitazioni. Fei Lian era uno spirito che generalmente prendeva le sembianze di un toro con un occhio solo con la coda di serpente; risiedeva nel Monte Tai ed era in grado di viaggiare facendosi trasportare dal vento. Fei Lian, avendo notato l'arrivo di Houyi nei pressi della caverna in cui viveva, si nascose in un sacco. Quando Houyi entrò nel rifugio dello spirito, capì subito il trucco e diede fuoco al sacco con una freccia incendiaria. Fei Lian tentò allora la fuga, ma Houyi lo bloccò: ormai ferito, lo spirito si arrese e promise di non vessare più l'umanità con le sue terribili tempeste.
Durante il suo peregrinare, Houyi s'imbatté in un fiume che aveva rotto i propri argini. Houyi sapeva che doveva trattarsi dell'opera del turbolento dio dell'acqua, così scagliò una freccia dentro al fiume. Subito dalle acque emerse una figura vestita di bianco, in sella a un cavallo bianco e con numerose guardie al suo fianco. Houyi lo assalì all'istante ferendolo all'occhio. Il dio fuggì veloce, così Houyi mirò a una delle altre figure emerse dall'acqua, ma si accorse che si trattava di una ragazza disarmata. L'arciere scagliò la freccia in modo tale da non colpire la fanciulla. Quest'ultima altro non era che Chang'e, la figlia del dio dell'acqua. Houyi rimase folgorato dalla sua bellezza divina e le chiese immediatamente di diventare sua moglie. Chang'e, con grande rispetto per l'eroe, accettò la proposta.
L'avversario successivo che Houyi dovette affrontare fu un gruppo di mostri che girovagavano per le terre causando terrore e morte. Tra di essi c'era Dente a scalpello, uno spaventoso gigante con un unico enorme incisivo che spuntava dalla sua bocca e con cui strappava la carne delle sue povere vittime. In aggiunta, un mostruoso serpente d'acqua (Bashe) stava atterrendo gli abitanti nei pressi del Lago Dongting, e il gigante Uccello del vento stava provocando delle tempeste semplicemente sbattendo le sue ali. Houyi riuscì a eliminare queste minacce una dopo l'altra e l'imperatore Yao, per ringraziarlo, gli conferì il titolo di Marchese Pacificatore del Paese.

## La ricerca dell'immortalità
Come già detto, Houyi non era minimamente toccato dal fatto di essere stato bandito dal paradiso, ma trovava insopportabile l'idea che un giorno o l'altro sarebbe dovuto morire. In cerca quindi di una soluzione per riacquistare l'immortalità, Houyi giunse al palazzo di Xi Wang Mu, la Regina Madre dell'Ovest, sul monte Kunlun. La dea conosceva alla perfezione le grandi gesta dell'arciere e accettò di donargli l'elisir dell'immortalità, ma a una condizione: sapendo che Houyi era un abile architetto, gli chiese in cambio di costruirle una dimora estiva. Houyi accettò e per diversi mesi lavorò alla costruzione del nuovo palazzo. Una volta ultimato l'edificio, Xi Wang Mu avvisò Houyi che i due elisir che gli stava donando erano gli ultimi nel loro genere: l'arciere pensò subito di utilizzarli per sé e per sua moglie.

## L'ascesa di Chang'e sulla Luna

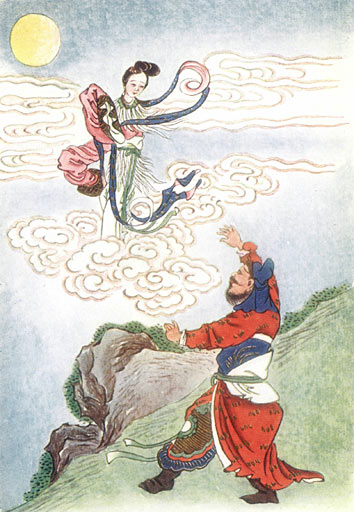
Houyi cerca di trattenere sua moglie Chang che si libra nell'aria.

Quando Houyi tornò a casa, scoprì che l'imperatore Yao aveva urgente bisogno di lui. Houyi, per affrettarsi a rispondere alle richieste dell'imperatore, si scordò di bere immediatamente l'elisir. Così Houyi partì subito alla caccia di enormi cinghiali selvaggi e draghi che stavano terrorizzando la zona, e per mesi non ebbe notizie di casa.
Sola e annoiata a casa, Chang'e trovò gli elisir e per curiosità li bevve entrambi. In quel momento, Houyi rincasò e vide la moglie ascendere sulla Luna. Houyi udì sua moglie piangere e chiedere aiuto, cercò di afferrarla ma non ci riuscì. Chang'e aveva guadagnato l'immortalità, ma al caro prezzo di vivere per sempre sola sulla Luna, con la sola compagnia di alcune lepri bianche.

## La morte di Houyi
Il dolore per la perdita della moglie cambiò profondamente Houyi: divenne violento e da eroe amato da tutti si trasformò in un odioso tiranno. 
In passato, Houyi aveva insegnato agli esseri umani l'uso dell'arco e aveva un allievo prediletto, Feng Meng. L'abilità di Feng Meng con l'arco era notevole, al punto che un giorno decise di sfidare Houyi in una gara di tiro. Houyi vinse però facilmente la gara, facendo notare all'allievo che non sarebbe mai riuscito a raggiungere il suo livello. Accecato dalla gelosia, Feng Meng decise di assassinare il suo maestro, sentendosi anche giustificato dal fatto che oramai Houyi non era più un grande eroe degno di tutti gli onori, ma un crudele tiranno. Così un giorno, nel bel mezzo di una partita di caccia, Feng Meng aggredì Houyi alle spalle con un bastone, massacrando il leggendario arciere. Le avventure di Houyi giunsero così a un'amara conclusione.

## Variazioni
Ci sono variazioni nella leggenda di Houyi.
Una di queste vuole che Houyi fosse il capo della tribù Youqiong e che avesse salvato il mondo dalla siccità abbattendo i dieci soli e sconfiggendo innumerevoli creature mostruose. 
In un'altra variante, la Regina Madre d'Occidente decise di convocarlo nel proprio palazzo e di ricompensare la sua bravura con la pillola dell'immortalità avvisandolo, però, di non doverla mangiare subito, ma di far passare ben 12 mesi per "prepararsi con la preghiera e il digiuno" all'atto. Egli ascoltò attentamente le parole della Regina e decise di nascondere in un posto sicuro di casa sua la pillola. Fu chiamato però per una missione urgente e in sua assenza la moglie non resistette e decise di assaggiare la pillola. Nel momento in cui la mise in bocca, la legge di gravità perse il suo potere su di lei ed iniziò a volare. Terrorizzata per l'improvviso ritorno del marito, decise di volare fuori dalla finestra e l'uomo la inseguì con arco e frecce per mezzo cielo, ma un forte vento lo fece tornare indietro. La moglie, invece, volò verso la Luna e per il grande sforzo, sputò l'involucro della pillola (la quale si trasformò in un coniglio di giada). Chang'e invece si tramutò in un rospo a tre zampe. Da allora continua a vivere sulla luna respingendo le frecce magiche che il marito le tira. Houyi decise quindi di costruire un palazzo sul sole ed essi si vedono il quindicesimo giorno di ogni mese. I due coniugi, simboli rispettivamente della luna e del sole, sono divenuti espressione di Yin e Yang.

## Nella cultura di massa
La leggenda di Houyi è rappresentata nel videoclip della canzone "Sunsets", pubblicata nel 2003 della rock band australiana Powderfinger.